# Grize Beck
Der Grize Beck ist ein Wasserlauf im Lake District, Cumbria, England.
Der Grize Beck entsteht südlich des Great Burney und östlich des Ortes Grizebeck. Er fließt in westlicher Richtung bis zu seiner Mündung in den Press Beck westlich von Grizebeck.